# Broderbrunnen
Der Broderbunnen ist ein Brunnen auf dem Lindenplatz in der Stadt St. Gallen in der Schweiz. Er gehört zum Schweizerischen Inventar der Kulturgüter von nationaler Bedeutung.

## Geschichte
Am 1. Mai 1895 floss zum ersten Mal Bodenseewasser in die St. Galler Haushalte. Als Erinnerung daran schuf August Bösch beim Multertor den Broderbrunnen. Der Brunnen, der mit seinen Nixen und Tiergestalten auffällt, erhielt seinen Namen von Kantonsrichter Hans Broder (1845–1891), der das nötige Geld testamentarisch der Stadt vermacht hatte.
Die Bedeutung als Denkmal zur Wasserversorgung erklärt, weshalb zu jener Zeit eine Brunnenanlage gebaut wurde, die zur Wasserfassung so überhaupt nicht geeignet ist.
Ende des 20. Jahrhunderts waren die Statuen dringend renovationsbedürftig und wurden daher abmontiert und zur Revision in die Kunstgiesserei St. Gallen gebracht. Dort wurden die Statuen aufwendig restauriert und es wurden bronzene Kopien der Originale erstellt. Die Originale waren aus Galvanobronze, hatten aber einen Gipskern. Zu Beginn des Jahres 2000 wurden die Kopien wieder am alten Standort aufgestellt, während die Originale ins Historische Museum verbracht wurden.

## Figuren
Zuoberst auf dem Brunnen steht eine nur mit einem dünnen Tuch bekleidete Nymphe. August Bösch liess der Überlieferung nach zu ihrer Gestaltung extra ein Aktmodell aus Zürich kommen, was prompt zu einem kleinen Skandal, dem Eingreifen der Polizei und ihrer Rückweisung führte. Erst als Bösch sich weigerte weiterzuarbeiten, wurde ihm die künstlerische Freiheit zugestanden. Die stehende Nymphe wird von zwei weiteren flankiert, die ihr zu Füssen liegen. Zwei Ebenen tiefer finden sich Figuren von drei Kindern, die auf Wassertieren (Schildkröte, Delfin und einer Gans) reiten.

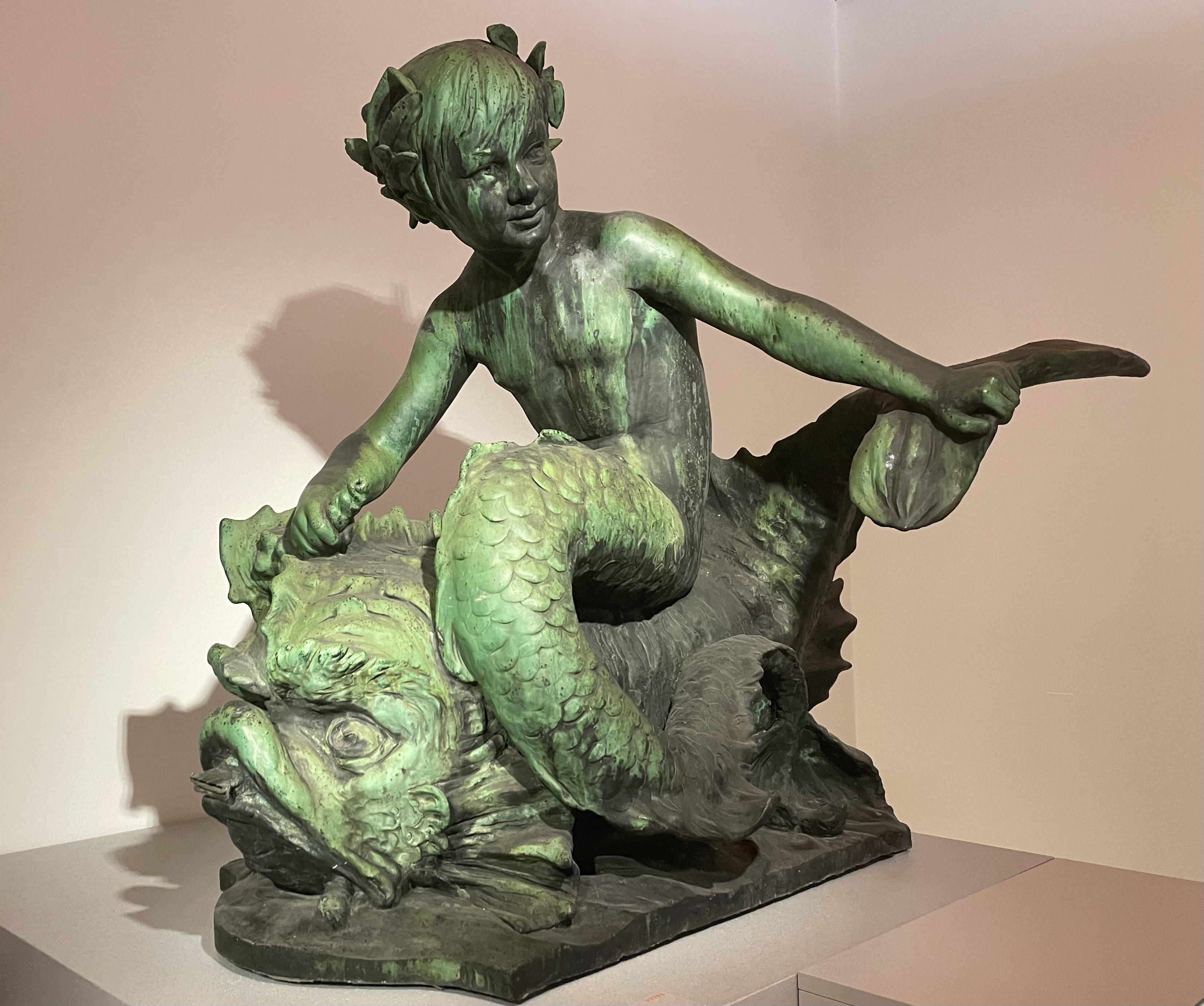
Knabe auf Delphin. Originalplastik aus dem Historischen Museum
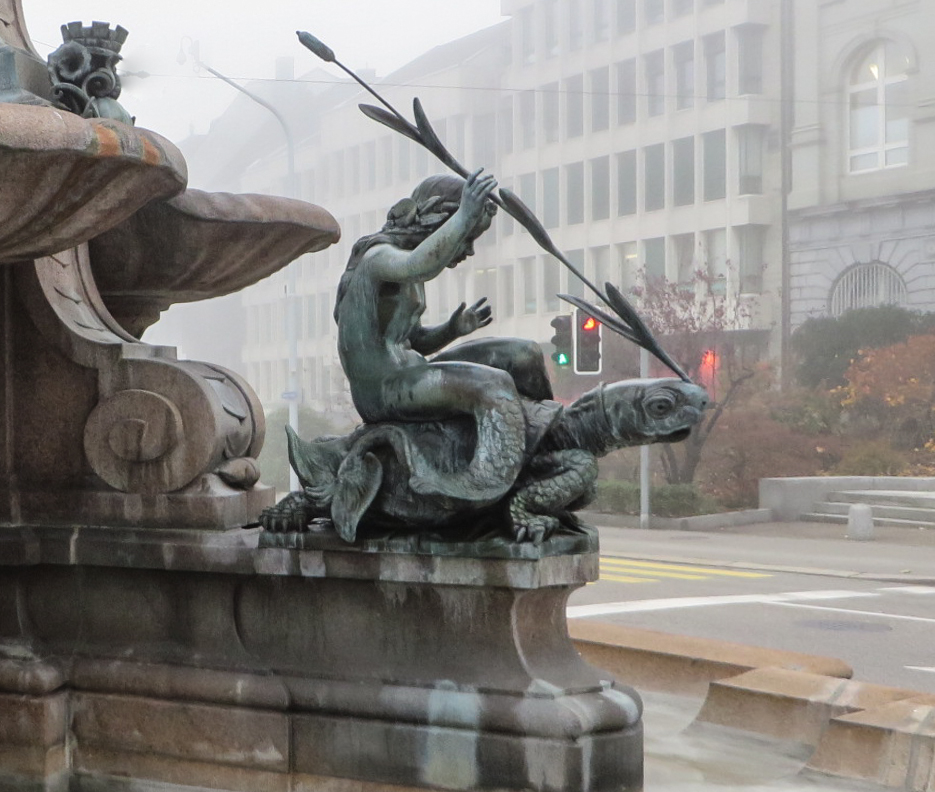
Detail Broderbrunnen, Bronzeguss (August Bösch, 1896)
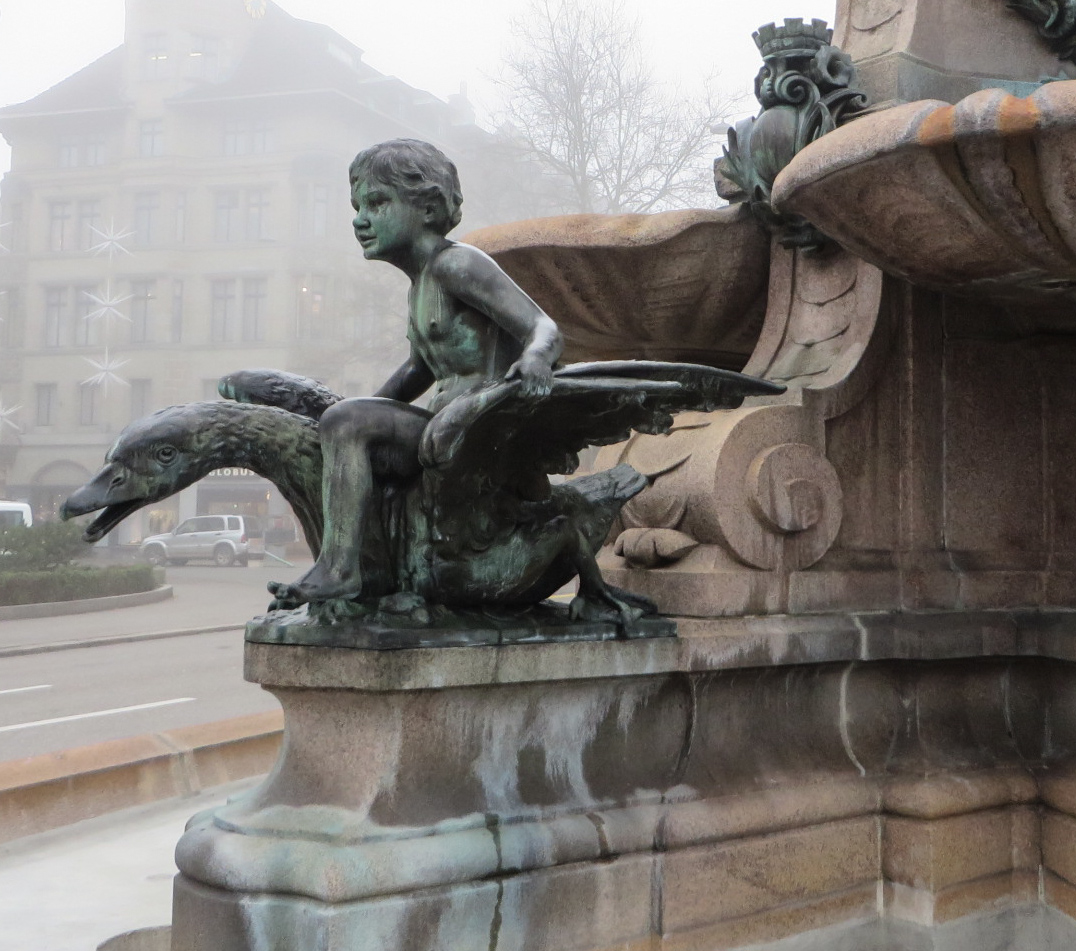
Detail Broderbrunnen, Bronzeguss (August Bösch, 1896)
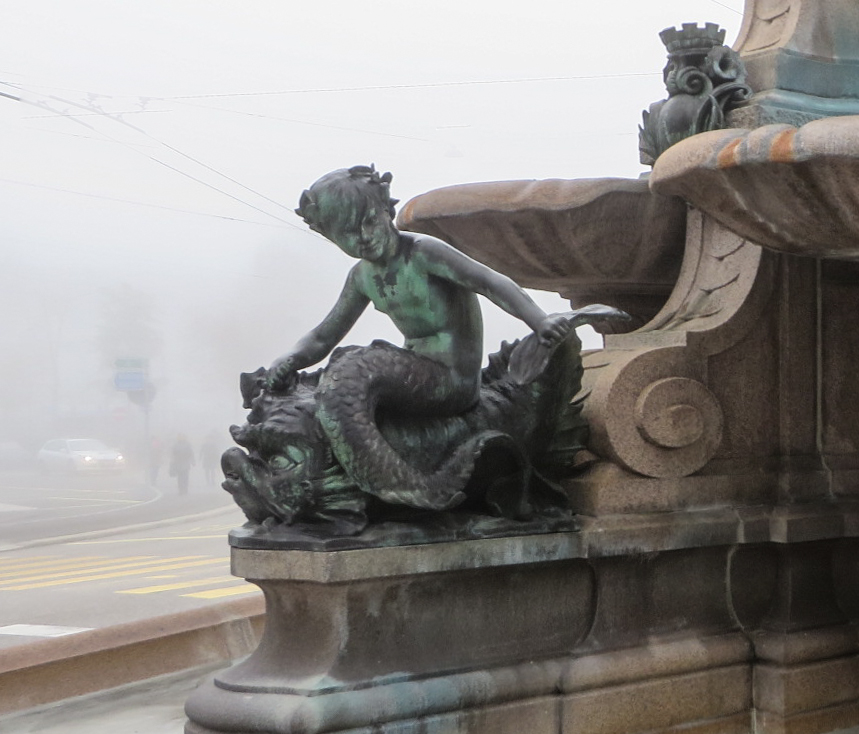
Detail Broderbrunnen, Bronzeguss (August Bösch, 1896)